# Bramocharax caballeroi
Bramocharax caballeroi és una espècie de peix de la família dels caràcids i de l'ordre dels caraciformes.

## Morfologia
- Els mascles poden assolir 13,8 cm de llargària total.[4]

## Hàbitat
Viu en zones de clima tropical.

## Distribució geogràfica
Es troba a Amèrica: conca del llac Catemaco.